# Juan Francés
Juan Francés (segle XV i segle xvi) va ser un escultor i ferrer que va crear escola a Toledo, on desenvolupà la major part de la seva activitat, a la catedral de la qual va ostentar el càrrec de mestre major de rexas. Va treballar també a la Catedral de Santiago de Compostel·la, a la del Burgo de Osma, a la Catedral de Santa Maria de Sigüenza, a la Catedral de La Magdalena de Getafe i a la capella major d'Alcalá de Henares.